# Hayrullah Bilazer
Hayrullah Bilazer (* 20. Mai 1995 in Trabzon) ist ein türkischer Fußballspieler.

## Karriere
Bilazer begann mit dem Vereinsfußball in der Jugend von Trabzon Söğütlüspor und wechselte 2008 zur Jugend von Akçaabat Sebatspor. Da dieser Verein infolge finanzieller Probleme Insolvenz anmeldete, wechselte Bilazer im Sommer 2014 zum Nachfolgeverein Trabzon Akçaabat FK und begann hier seine Profikarriere.
Zur Rückrunde der Saison 2014/15 wechselte er zum Ligarivalen Darıca Gençlerbirliği. Hier etablierte er sich im Jahr 2016 als Stammspieler und Leistungsträger. Die Saison 2017/18 beendete er mit seinem Team als Meister der TFF 3. Lig und stieg in die TFF 3. Lig auf.
Im Sommer 2018 wurde er vom Zweitligisten Boluspor verpflichtet.

## Erfolge
Mit Darıca Gençlerbirliği
- Meister der TFF 3. Lig und Aufstieg in die TFF 2. Lig: 2017/18